# Javi Cueto
Javier Cueto Suárez, más conocido como Javi Cueto, (Gijón, 11 de enero de 2001) es un futbolista español que juega de delantero en el Real Avilés Industrial C. F. de la Segunda Federación.

## Carrera deportiva
Nacido en Gijón, Asturias, Cueto se incorporó al Real Oviedo en la temporada 2016-17, en categoría cadete, procedente de Tsk Roces tras destacar por sus registros como goleador. 
En la temporada 2018-19, Javi Cueto alternó el Juvenil de División de Honor y el Real Oviedo "B" de la Segunda División B, con un total de diez partidos y dos goles en la categoría de bronce del fútbol español. Hizo su debut absoluto con el Real Oviedo "B" el 20 de octubre de 2018, sustituyendo en la segunda parte a Edu Cortina en la victoria por 2-1 en la Segunda División B como visitante contra la S. D. Amorebieta. Cueto anotó su primer con el filial del Real Oviedo el 5 de mayo de 2019, anotando el primer gol en el empate 1-1 ante el C. D. Izarra. 
En la temporada 2019-20, siendo su último año de juvenil, participó en dinámica de filial, disputando 24 partidos y anotando un gol. 
El 31 de julio de 2020 renovó su contrato con el club.
Tras realizar la temporada con el primer equipo oviedista, Cueto hizo su debut profesional en la Segunda División el 19 de septiembre de 2020, reemplazando a Borja Sánchez en el empate 1-1 ante el C. D. Mirandés. Se convertiría en el primer canterano de toda la historia del Real Oviedo nacido en el siglo XXI en estrenarse con el primer equipo ovetense en partido oficial.
En su último año de contrato con la entidad oviedista es cedido al filial del Atlético de Madrid en julio de 2022, club que pagó 100.000 euros por la cesión. Su temporada en el Atlético de Madrid "B", culminó con el ascenso a la Primera Federación y habiendo anotado el jugador seis goles en veintitrés partidos. Tras finalizar la temporada el club madrileño comunicó la no renovación del jugador.
El 16 de julio de 2023, firma por el Algeciras C. F. de la Primera Federación. Rescindió su contrato con los algecireños el 16 de agosto de 2024.
El 19 de agosto de 2024, el Real Avilés de la Segunda Federación, comunica su fichaje por una temporada con opción a otra.

## Carrera internacional
Ha sido internacional sub-18 con la selección de fútbol de España, con la que debutó con tanto incluido en diciembre de 2018.

## Clubes
| Club                   | País   | Año         |
| ---------------------- | ------ | ----------- |
| Real Oviedo "B"        | España | 2018 - 2022 |
| Real Oviedo            | España | 2020 - 2022 |
| Atlético de Madrid "B" | España | 2022 - 2023 |
| Algeciras C. F.        | España | 2023-2024   |
| Real Avilés I. C. F.   | España | 2024-       |